# Шахматы в школе
Шахматы в школе — образовательная программа для обучения детей игре в шахматы. 

Мама, я чемпион! (Шахматы)

Программа разрабатывается силами организационного комитета в составе представителей Российской Шахматной Федерации, Министерства образования и науки Российской Федерации, Московского педагогического государственного университета. В рамках организационного совета ведется работа по определению и подбору систем шахматного образования в образовательных организациях Российской Федерации.

## История шахматного образования в Российской Федерации
С 1994 года в начальной школе были выделены учебные часы для факультативов: 2 часа в первом классе, 3 — во втором и третьем классах. Учителям было предложено на выбор ведение факультативных курсов «Введение в народоведение», «Твоя вселенная», «Шахматы — школе» (автор курса «Шахматы — школе» — Игорь Сухин; Институт стратегии развития образования Российской академии образования).
В 1996 году президент Калмыкии Кирсан Илюмджинов издал специальный указ — «О государственной поддержке шахмат». Это и стало началом введения шахматного обучения по всей республике. С тех пор во всех школах и детских садах Калмыкии этот предмет — обязателен.
В 2004 году появился специальный приказ Министерства образования России № 2211 «О развитии шахматного образования в системе образования РФ» и создан Координационный совет под председательством многократного чемпиона мира Анатолия Карпова.
В 2007 году после встречи с президентом ФИДЕ Кирсаном Илюмжиновым, президент России Владимир Путин дал указание министру образования Андрею Фурсенко ознакомиться с опытом преподавания шахмат в разных странах с последующей возможностью применения в России.
«Шахматный всеобуч» в Псковской области проводится с 1 сентября с 2008 года и преподавание шахмат организовано в 1-м и 2-м классах 102 базовых школ области. Специально для учащихся и популяризации шахмат в Псковской области учрежден ежегодный День детских шахмат, который проводится в каждой школе региона. 

## Суть проекта
Проект «Шахматы в школе» был разработан одноименным Фондом совместно с ФИДЕ для реализации на базе общеобразовательных школ с 1 по 4 классы. Его цель — содействовать формированию интеллектуально-нравственной культуры школьников посредством междисциплинарной интеграции систем общего школьного и дополнительного образований.
Обучение шахматам давно является частью школьной программы во многих странах мира (Азербайджан, Армения, Венгрия, Испания, Мексика, Польша, Турция и др.), и школьники, изучающие эту игру стабильно демонстрируют улучшение показателей по учебе и по интеллектуальным показателям. По замыслу создателей проекта, углубленное изучение шахмат помогает не только общему развитию детей, но также способствует раскрытию интеллектуального потенциала, построению системного стратегического мышления и даже нравственному воспитанию.
Проект «Шахматы в школе» строится на трех составляющих: подготовке педагогов, внедрении программ шахматного образования в школах (по программе предполагается делать это в рамках уроков физкультуры) и предоставлении школам необходимого инвентаря.

## Реализация проекта
Специально для учителей, реализующих проект «Шахматы в школе», силами российской шахматной федерации ведется работа по выбору лучших систем шахматного образования.
Проект «Шахматы в школе» был презентован в Москве в 2015 году. Первыми его участниками стали Москва и Ханты-Мансийск. Затем к нему присоединились Белгородская область, Липецкая область, Чувашия и Якутия. Впоследствии в проект вошла также Калужская область, а компания «Тольяттиазот» приняла решение выступить его спонсором. Президент FIDE Кирсан Илюмжинов выразил персональную благодарность за поддержку этого проекта главе «Тольяттиазот» Сергею Махлаю. Поддержку проекту оказывает также благотворительный фонд «Система» (АФК «Система»).
На октябрь 2016 года в Москве насчитывается 100 школ-участниц проекта, в Калужской области — 46. Департамент образования Москвы планирует в 2016—2017 годах довести число школ-участников программы до 220.
Российская шахматная федерация предложила ввести шахматы в обязательную школьную программу, первый заместитель председателя комитета Государственной думы VI созыва по образованию Олег Смолин поддержал эту идею.
Президент Международной шахматной федерации (FIDE) Кирсан Илюмжинов поддержал идею введения обязательных уроков шахмат в младших классах школы, обратившись с письмом к министру образования и науки Ольге Васильевой. В своем обращении Илюмжинов предложил ввести шахматы в образовательную программу 1-4 классов средних школ в качестве обязательного предмета, заменив шахматными занятиями один из трех обязательных уроков физкультуры.

## Отдельные мероприятия
В рамках проекта был проведен целый ряд шахматных мероприятий:
- Турнир «Пешка и ферзь»;
- Международный день шахмат;
- Первенство Москвы среди юношей и девушек;
- Шахматная площадка на Красной площади во время фестиваля «Спасская башня»;
- Первенство Москвы по блицу;
- Moscow Chess Open 2016 и другие[10][14].